# Рыженков, Александр Николаевич
Александр Николаевич Рыженков (укр. Олександр Миколайович Риженков; род. 5 июня 1950 года, Сталино, УССР, СССР) — председатель правления, генеральный директор ОАО «Донецкий металлургический завод», ЗАО «Донецксталь».
Имеет учёную степень кандидат экономических наук, Заслуженный работник промышленности Украины (1997), лауреат Государственной премии Украины в области науки и техники (2002), Герой Украины (2010).

## Биография
Родился в Сталине 5 июня 1950 года.
Окончил Донецкий политехнический институт по специальности «металлургия черных металлов» в 1972 году.
С 1972 по 1980 годы Александр Николаевич Рыженков работал на Донецком металлургическом заводе.
С 1980 по 1994 годы занимал должности в партийных и исполнительных органах Ленинского районана Донецка.
В 1994—1996 годах — Генеральный директор Донецкого металлургического завода.
С 1996 года Александр Николаевич Рыженков является председателем правления ОАО «Донецкий металлургический завод».
С декабря 1994 года — председатель Правления – Генеральный директор Донецкого металлургического завода, а с декабря 2002 года по ноябрь 2012 года — Генеральный директор — председатель Правления ПрАО «Донецксталь» — металлургический завод».
С ноября 2012 года — президент  ПрАО «Донецксталь» — металлургический завод».
В период с 2002 г. по 2008 г. под руководством А. Н. Рыженкова была разработана и успешно реализована Программа технического перевооружения и стратегического развития ПрАО «Донецксталь» — металлургический завод». В рамках Программы был осуществлен ряд крупных инновационных проектов: капитально-восстановительный ремонт первого разряда доменных печей №№ 2,1 оборудованных установкой вдувания пылеугольного топлива, строительство установки внепечной обработки стали («печь-ковш»), осуществлена модернизация других производственных и вспомогательных цехов предприятия.
В 2012—2014 годах — народный депутат Украины VII созыва от Партии Регионов (избран по одномандатному мажоритарному округу №60 в Донецкой области, набрав 57,7 % голосов). Возглавлял Комитет по вопросам финансов и банковской деятельности. На досрочных парламентских выборах в 2014 году по тому же округу №60 занял 2-е место, набрав 30,8 голосов и уступив представителю Блока Порошенко Дмитрию Лубинцу.

## Награды
Имеет следующие награды:
Украинские
- Герой Украины (с вручением ордена Державы) — за выдающийся личный вклад в укрепление промышленного потенциала Украины, производство конкурентоспособной металлургической продукции, внедрение высокоэффективных форм хозяйствования, многолетний самоотверженный труд (21 августа 2010 года[5])
- Орден князя Ярослава Мудрого V степени (2009)[6]
- Орден «За заслуги» I степени (2007)[7]
- Орден «За заслуги» II степени (2005)[8]
- Орден «За заслуги» III степени (2001)[9]
- Знак отличия Президента Украины — юбилейная медаль «20 лет независимости Украины» (19 августа 2011 года)[10]
- Заслуженный работник промышленности Украины (25 июля 1997 года)[11]
- Государственная премия Украины в области науки и техники (16 декабря 2002 года)[12]
- Грамота Президента Украины «За добросовестный труд, значительный личный вклад в развитие и укрепление Украинского государства»[13]

Русская православная церковь
- Орден святого равноапостольного великого князя Владимира 1 степени (2005)
- Орден святого равноапостольного великого князя Владимира 2 степени (2003)